# Westsachsenschau
Die Westsachsenschau war eine südwestsächsische Industrie- und Gewerbeschau, später Wirtschaftsmesse, die 1906, 1938, 1946 und ab 1991 jährlich in Zwickau stattfand, aber auch 1970 in Reichenbach. Gezeigt wurden Industrieerzeugnisse aus der Region und dem regionalen Gewerbe. Ab 1991 fand die Veranstaltung unter dem Titel „Westsachsen Gewerbe- und Industrieschau (Westsachsenschau)“  statt.
Die Aussteller der ersten Veranstaltung im Jahre 1906 stammten aus Westsachsen und boten einen Einblick in regionale wirtschaftliche und kulturelle Aktivitäten. Zur Eröffnung am 31. Mai war der sächsische König mit einem Sonderzug angereist. Täglich fanden als anziehend-unterhaltender Faktor auf der Ziegelwiese, dem Ausstellungsgelände, Konzerte sowie Theater- und Varietéveranstaltungen statt. Zum Abschluss am 30. September fand ein Bergfest mit einer Bergparade sowie einer Würdigung der Sicherheitsgrubenlampe und ihres Erfinders Carl Wolf statt. In der Ausstellungssonderzeitung gab es mehrere Berichte über Automobile von August Horch. Andere Ausstellungsbereiche befassten sich mit gärtnerischen Anlagen, Handwerkstätigkeiten und dem Bergbau.
| Datum             | Name und Ort | Aussteller | Besucher | Quellen                 |
| ----------------- | --- | ---------- | -------- | ----------------------- |
| 1906, 31.5.–30.9. | „Gewerbe- und Industrieausstellung, Zwickau 1906“, Schwanenteichpark, in temporären Hallen und Pavillons, Zwickau | 912        |          | [ 3 ] [ 4 ] [ 1 ] [ 5 ] |
| 1938, 27.5.–12.6. | „Westsachsen-Schau“, Hindenburgplatz (heute: Platz der Völkerfreundschaft) und König-Albert-Museum, Zwickau       | 157        | 150.000  | [ 3 ] [ 6 ] [ 7 ] [ 1 ] |
| 1946, 15.01– ?    | Vorschau (für 1947) für die „Ausstellung Westsachsen-Industrie-Handel-Gewerbe“, Volkshaus, Zwickau                | 172        |          | [ 3 ]                   |
| 1947, ausgefallen | „Ausstellung Westsachsen-Industrie-Handel-Gewerbe“, Zwickau                                                       | keine      | keine    | [ 3 ]                   |
| 1970, 11.–12.4.   | Reichenbach i. V.                                                                                                 |            |          | [ 8 ]                   |
| 1991, 15.–23.6.   | Platz der Völkerfreundschaft                                                                                      | 464        |          | [ 9 ] [ 1 ]             |
| 1992, ab 13.6.    | |            |          | [ 10 ]                  |
| 1993              | | 603        | 150.874  | [ 11 ]                  |
| 1998, Juni        | |            |          | [ 12 ]                  |
| 2003, 18.–21.9.   | Stadthalle Zwickau                                                                                                |            |          | [ 13 ]                  |
| 2004, 16.–19.9    | Stadthalle Zwickau                                                                                                |            |          | [ 13 ] [ 14 ]           |
| 2006, 12.–15.10.  | Stadthalle Zwickau                                                                                                |            |          | [ 13 ] [ 5 ]            |
| 2008, 25.–28.9.   | Stadthalle Zwickau                                                                                                |            |          | [ 13 ]                  |

Die angeführten Daten erheben keinen Anspruch auf Vollständigkeit.